# Хендерсон, Гуннар
Гуннар Рэндал Хендерсон (англ. Gunnar Randal Henderson; 29 июня 2001, Монтгомери, Алабама) — американский бейсболист, игрок третьей базы и шортстоп клуба Главной лиги бейсбола «Балтимор Ориолс». На драфте Главной лиги бейсбола 2019 года был выбран во втором раунде.

## Биография

### Ранние годы
Гуннар Хендерсон родился 29 июня 2001 года в Монтгомери в штате Алабама. Когда ему было три года, семья переехала в Селму. Там он вырос и начал заниматься бейсболом по примеру своего старшего брата Джексона. С семи лет Хендерсон играл в детской команде, собранной его отцом, затем начал ездить на игры детской лиги в Пратвилл. Он учился в Академии имени Джона Тайлера Моргана, выступал за школьные команды по баскетболу, бейсболу и футболу. По итогам школьного сезона 2018/19 годов его признали лучшим баскетболистом Ассоциации независимых школ штата, он получил титул «Мистер Бейсбол» в Алабаме. В этот период интерес к нему начали проявлять скауты профессиональных бейсбольных клубов.

### Начало карьеры
В 2018 году Хендерсон подписал письмо о намерениях продолжить обучение и карьеру в Обернском университете, но отказался от него после драфта Главной лиги бейсбола 2019 года. Во втором раунде его выбрал клуб «Балтимор Ориолс». Сумма бонуса при подписании контракта составила 2,3 млн долларов. Первой командой в профессиональной карьере Хендерсона стала дочерняя команда «Ориолс» Лиги Галф-Кост из Сарасоты. В её составе осенью 2019 года он сыграл 29 матчей, отбивая с эффективностью 25,9 %. Следующей весной предсезонные сборы команд младших лиг были сокращены из-за пандемии COVID-19, а позднее сезон был отменён полностью. В 2020 году Хендерсон в официальных матчах участия не принимал, работая на запасной базе клуба в Буи.
В сезоне 2021 года он преодолел три уровня фарм-системы клуба, поиграв в составах «Делмарвы Шорбердс», «Абердин Айронбердс» и «Буи Бэйсокс». Начав следующий чемпионат в «Бэйсокс», Хендерсон быстро был переведён в команду AAA-лиги «Норфолк Тайдс». С апреля по август в матчах за оба клуба он отбивал с результатом 29,7 %, снизив долю получаемых страйкаутов с 30,9 % до 23,1 % и став чаще зарабатывать уоки. В конце августа его впервые вызвали в основной состав «Ориолс». Дебютировав в Главной лиге бейсбола, Хендерсон в первой же игре выбил хоум-ран. До конца регулярного чемпионата он сыграл за «Балтимор» в 34 матчах, заработав показатель отбивания 25,9 %. Издание Baseball America признало его игроком года в младших лигах. Перед стартом сезона 2023 года он занимал первое место в рейтинге лучших молодых профессиональных бейсболистов.

### Главная лига бейсбола
В январе 2023 года обозреватель сайта CBS Sports Ар Джей Андерсон писал, что у Хендерсона благодаря его силе и дисциплине есть прочный фундамент для надёжной игры на бите, хотя отмечал, что у него могут быть проблемы против питчеров-левшей. Регулярный чемпионат 2023 года он начал слабо, получая много страйкаутов и плохо находя контакт с мячом в страйковой зоне. На хорошем уровне он поддерживал только показатель OBP, достигаемый за счёт дисциплины на бите. Прорыв в игре Хендерсона произошёл в июне, когда в двадцати проведённых играх его показатель отбивания составил 32,0 %. На этом же отрезке он выбил шесть хоум-ранов и набрал 16 RBI. Автор сайта JustBaseball Харрисон Бранс отмечал, что произошло это благодаря тому, что Хендерсон стал играть агрессивнее. По итогам июня его признали лучшим новичком месяца в Американской лиге.